# فهرست قطعنامه‌های شورای امنیت ۱۹۰۱ تا ۲۰۰۰
| قطعنامه‌های شورای امنیت                                      |
| ----------------------------------------------------------- |
| منابع: نشست‌های شورای امنیت • UNBISnet • ویکی‌نبشته           |
| ۱ تا ۱۰۰ (۱۹۴۶–۱۹۵۳)                                        |
| ۱۰۱ تا ۲۰۰ (۱۹۵۳–۱۹۶۵)                                      |
| ۲۰۱ تا ۳۰۰ (۱۹۶۵–۱۹۷۱)                                      |
| ۳۰۱ تا ۴۰۰ (۱۹۷۱–۱۹۷۶)                                      |
| ۴۰۱ تا ۵۰۰ (۱۹۷۶–۱۹۸۲)                                      |
| ۵۰۱ تا ۶۰۰ (۱۹۸۲–۱۹۸۷)                                      |
| ۶۰۱ تا ۷۰۰ (۱۹۸۷–۱۹۹۱)                                      |
| ۷۰۱ تا ۸۰۰ (۱۹۹۱–۱۹۹۳)                                      |
| ۸۰۱ تا ۹۰۰ (۱۹۹۳–۱۹۹۴)                                      |
| ۹۰۱ تا ۱۰۰۰ (۱۹۹۴–۱۹۹۵)                                     |
| ۱۰۰۱ تا ۱۱۰۰ (۱۹۹۵–۱۹۹۷)                                    |
| ۱۱۰۱ تا ۱۲۰۰ (۱۹۹۷–۱۹۹۸)                                    |
| ۱۲۰۱ تا ۱۳۰۰ (۱۹۹۸–۲۰۰۰)                                    |
| ۱۳۰۱ تا ۱۴۰۰ (۲۰۰۰–۲۰۰۲)                                    |
| ۱۴۰۱ تا ۱۵۰۰ (۲۰۰۲–۲۰۰۳)                                    |
| ۱۵۰۱ تا ۱۶۰۰ (۲۰۰۳–۲۰۰۵)                                    |
| ۱۶۰۱ تا ۱۷۰۰ (۲۰۰۵–۲۰۰۶)                                    |
| ۱۷۰۱ تا ۱۸۰۰ (۲۰۰۶–۲۰۰۸)                                    |
| ۱۸۰۱ تا ۱۹۰۰ (۲۰۰۸–۲۰۰۹)                                    |
| ۱۹۰۱ تا ۲۰۰۰ (۲۰۰۹–۲۰۱۱)                                    |
| ۲۰۰۱ تا ۲۱۰۰ (۲۰۱۱–۲۰۱۳)                                    |
| ۲۱۰۱ تا ۲۲۰۰ (۲۰۱۳–۲۰۱۵)                                    |
| ۲۲۰۱ تا ۲۳۰۰ (۲۰۱۵–۲۰۱۶)                                    |
| ۲۳۰۱ تا ۲۴۰۰ (۲۰۱۶–۲۰۱۸)                                    |
| ۲۲۰۱ تا ۲۳۰۰ (۲۰۱۸–تاکنون)                                  |
| متن مربوطه در ویکی‌نبشته : قطعنامه‌های شورای امنیت سازمان ملل |

فهرست زیر، شامل قطعنامه‌های سازمان ملل متحد از قطعنامهٔ شمارهٔ ۱۹۰۱ تا ۲۰۰۰ است که در بازهٔ زمانی ۱۶ دسامبر ۲۰۰۹ میلادی تا ۲۷ جولای ۲۰۱۱ به تصویب رسیده‌است.
| شمارهٔ قطعنامه | تاریخ           | آرا (موافق-ممتنع-مخالف) | موضوع نشست                                                                          |
| ------------- | --------------- | ----------------------- | ----------------------------------------------------------------------------------- |
| ۱۹۰۱          | ۱۶ دسامبر ۲۰۰۹  | ۱۵-۰-۰                  | دادگاه جنایی بین‌المللی برای رواندا                                                  |
| ۱۹۰۲          | ۱۷ دسامبر ۲۰۰۹  | ۱۵-۰-۰                  | بررسی وضعیت در بوروندی                                                              |
| ۱۹۰۳          | ۱۷ دسامبر ۲۰۰۹  | ۱۵-۰-۰                  | بررسی وضعیت در لیبریا                                                               |
| ۱۹۰۴          | ۱۷ دسامبر ۲۰۰۹  | ۱۵-۰-۰                  | تهدید صلح و امنیت بین‌المللی ناشی از اقدامات تروریستی                                |
| ۱۹۰۵          | ۲۱ دسامبر ۲۰۰۹  | ۱۵-۰-۰                  | بررسی وضعیت در مورد عراق                                                            |
| ۱۹۰۶          | ۲۳ دسامبر ۲۰۰۹  | ۱۵-۰-۰                  | بررسی وضعیت در جمهوری دموکراتیک کنگو                                                |
| ۱۹۰۷          | ۲۳ دسامبر ۲۰۰۹  | ۱۳-۱-۱                  | صلح و امنیت در آفریقا                                                               |
| ۱۹۰۸          | ۱۹ ژانویه ۲۰۱۰  | ۱۵-۰-۰                  | بررسی وضعیت در هائیتی                                                               |
| ۱۹۰۹          | ۲۱ ژانویه ۲۰۱۰  | ۱۵-۰-۰                  | بررسی وضعیت در نپال                                                                 |
| ۱۹۱۰          | ۲۸ ژانویه ۲۰۱۰  | ۱۵-۰-۰                  | بررسی وضعیت در سومالی                                                               |
| ۱۹۱۱          | ۲۸ ژانویه ۲۰۱۰  | ۱۵-۰-۰                  | بررسی وضعیت در ساحل عاج                                                             |
| ۱۹۱۲          | ۲۶ فوریه ۲۰۱۰   | ۱۵-۰-۰                  | اوضاع در تیمور شرقی                                                                 |
| ۱۹۱۳          | ۱۲ مارس ۲۰۱۰    | ۱۵-۰-۰                  | اوضاع در چاد                                                                        |
| ۱۹۱۴          | ۱۸ مارس ۲۰۱۰    | ۱۵-۰-۰                  | دیوان بین‌المللی دادگستری                                                            |
| ۱۹۱۵          | ۱۸ مارس ۲۰۱۰    | ۱۵-۰-۰                  | دادگاه بین‌المللی برای یوگسلاوی سابق                                                 |
| ۱۹۱۶          | ۱۹ مارس ۲۰۱۰    | ۱۵-۰-۰                  | جیبوتی-اریتره-سومالی                                                                |
| ۱۹۱۷          | ۲۲ مارس ۲۰۱۰    | ۱۵-۰-۰                  | اوضاع در افغانستان                                                                  |
| ۱۹۱۸          | ۲۷ آوریل ۲۰۱۰   | ۱۵-۰-۰                  | بررسی وضعیت در سومالی                                                               |
| ۱۹۱۹          | ۲۹ آوریل ۲۰۱۰   | ۱۵-۰-۰                  | بررسی وضعیت در سودان                                                                |
| ۱۹۲۰          | ۳۰ آوریل ۲۰۱۰   | ۱۵-۰-۰                  | بررسی وضعیت صحرای بزرگ آفریقا                                                       |
| ۱۹۲۱          | ۱۲ مه ۲۰۱۰      | ۱۵-۰-۰                  | بررسی وضعیت در نپال                                                                 |
| ۱۹۲۲          | ۱۲ مه ۲۰۱۰      | ۱۵-۰-۰                  | بررسی وضعیت در چاد، جمهوری آفریقای مرکزی و نواحی                                    |
| ۱۹۲۳          | ۲۵ مه ۲۰۱۰      | ۱۵-۰-۰                  | بررسی وضعیت در چاد، جمهوری آفریقای مرکزی و نواحی                                    |
| ۱۹۲۴          | ۲۷ مه ۲۰۱۰      | ۱۵-۰-۰                  | بررسی وضعیت در ساحل عاج                                                             |
| ۱۹۲۵          | ۲۸ مه ۲۰۱۰      | ۱۵-۰-۰                  | بررسی وضعیت در جمهوری دموکراتیک کنگو                                                |
| ۱۹۲۶          | ۰۲ ژوئن ۲۰۱۰    | ۱۵-۰-۰                  | دیوان بین‌المللی دادگستری                                                            |
| ۱۹۲۷          | ۰۴ ژوئن ۲۰۱۰    | ۱۵-۰-۰                  | بررسی وضعیت در هائیتی                                                               |
| ۱۹۲۸          | ۰۷ ژوئن ۲۰۱۰    | ۱۵-۰-۰                  | منبع گسترش جمهوری دموکراتیک خلق کره                                                 |
| ۱۹۲۹          | ۰۹ ژوئن ۲۰۱۰    | ۱۲-۱-۲                  | منع گسترش ایران                                                                     |
| ۱۹۳۰          | ۱۵ ژوئن ۲۰۱۰    | ۱۴-۰-۱                  | بررسی وضعیت در قبرس                                                                 |
| ۱۹۳۱          | ۲۹ ژوئن ۲۰۱۰    | ۱۵-۰-۰                  | دادگاه بین‌المللی برای یوگسلاوی سابق                                                 |
| ۱۹۳۲          | ۲۹ ژوئن ۲۰۱۰    | ۱۵-۰-۰                  | دادگاه جنایی بین‌المللی برای رواندا                                                  |
| ۱۹۳۳          | ۳۰ ژوئن ۲۰۱۰    | ۱۵-۰-۰                  | بررسی وضعیت در ساحل عاج                                                             |
| ۱۹۳۴          | ۳۰ ژوئن ۲۰۱۰    | ۱۵-۰-۰                  | بررسی وضعیت خاورمیانه                                                               |
| ۱۹۳۵          | ۳۰ جولای ۲۰۱۰   | ۱۵-۰-۰                  | بررسی وضعیت در سودان                                                                |
| ۱۹۳۶          | ۰۵ اوت ۲۰۱۰     | ۱۵-۰-۰                  | بررسی وضعیت در عراق                                                                 |
| ۱۹۳۷          | ۳۰ اوت ۲۰۱۰     | ۱۵-۰-۰                  | بررسی وضعیت خاورمیانه                                                               |
| ۱۹۳۸          | ۱۵ سپتامبر ۲۰۱۰ | ۱۵-۰-۰                  | بررسی وضعیت در لیبریا                                                               |
| ۱۹۳۹          | ۱۵ سپتامبر ۲۰۱۰ | ۱۵-۰-۰                  | بررسی وضعیت در نپال                                                                 |
| ۱۹۴۰          | ۲۹ سپتامبر ۲۰۱۰ | ۱۵-۰-۰                  | بررسی وضعیت در سیرالئون                                                             |
| ۱۹۴۱          | ۲۹ سپتامبر ۲۰۱۰ | ۱۵-۰-۰                  | بررسی وضعیت در سیرالئون                                                             |
| ۱۹۴۲          | ۲۹ سپتامبر ۲۰۱۰ | ۱۵-۰-۰                  | بررسی وضعیت در ساحل عاج                                                             |
| ۱۹۴۳          | ۱۳ اکتبر ۲۰۱۰   | ۱۵-۰-۰                  | اوضاع در افغانستان                                                                  |
| ۱۹۴۴          | ۱۴ اکتبر ۲۰۱۰   | ۱۵-۰-۰                  | بررسی وضعیت در هائیتی                                                               |
| ۱۹۴۵          | ۱۴ اکتبر ۲۰۱۰   | ۱۴-۱-۰                  | بررسی وضعیت در سودان                                                                |
| ۱۹۴۶          | ۱۵ اکتبر ۲۰۱۰   | ۱۵-۰-۰                  | بررسی وضعیت در ساحل عاج                                                             |
| ۱۹۴۷          | ۲۹ اکتبر ۲۰۱۰   | ۱۵-۰-۰                  | ایجاد صلح پس از درگیری                                                              |
| ۱۹۴۸          | ۱۸ نوامبر ۲۰۱۰  | ۱۵-۰-۰                  | بررسی وضعیت در بوسنی و هرزگوین                                                      |
| ۱۹۴۹          | ۲۳ نوامبر ۲۰۱۰  | ۱۵-۰-۰                  | بررسی وضعیت در گینه بیسائو                                                          |
| ۱۹۵۰          | ۲۳ نوامبر ۲۰۱۰  | ۱۵-۰-۰                  | بررسی وضعیت در سومالی                                                               |
| ۱۹۵۱          | ۲۴ نوامبر ۲۰۱۰  | ۱۵-۰-۰                  | بررسی وضعیت در ساحل عاج                                                             |
| ۱۹۵۲          | ۲۹ نوامبر ۲۰۱۰  | ۱۵-۰-۰                  | بررسی وضعیت در جمهوری دموکراتیک کنگو                                                |
| ۱۹۵۳          | ۱۴ دسامبر ۲۰۱۰  | ۱۴-۰-۱                  | بررسی وضعیت قبرس                                                                    |
| ۱۹۵۴          | ۱۴ دسامبر ۲۰۱۰  | ۱۵-۰-۰                  | دیوان جرایم بین‌المللی برای یوگسلاوی پیشین                                           |
| ۱۹۵۵          | ۱۴ دسامبر ۲۰۱۰  | ۱۵-۰-۰                  | دیوان جرایم بین‌المللی برای رواندا                                                   |
| ۱۹۵۶          | ۱۵ دسامبر ۲۰۱۰  | ۱۵-۰-۰                  | بررسی وضعیت مربوط به عراق                                                           |
| ۱۹۵۷          | ۱۵ دسامبر ۲۰۱۰  | ۱۵-۰-۰                  | بررسی وضعیت مربوط به عراق                                                           |
| ۱۹۵۸          | ۱۵ دسامبر ۲۰۱۰  | ۱۴-۱-۰                  | بررسی وضعیت مربوط به عراق                                                           |
| ۱۹۵۹          | ۱۶ دسامبر ۲۰۱۰  | ۱۵-۰-۰                  | بررسی وضعیت بوروندی                                                                 |
| ۱۹۶۰          | ۱۶ دسامبر ۲۰۱۰  | ۱۵-۰-۰                  | زنان و صلح و امنیت                                                                  |
| ۱۹۶۱          | ۱۷ دسامبر ۲۰۱۰  | ۱۵-۰-۰                  | بررسی وضعیت لیبریا                                                                  |
| ۱۹۶۲          | ۲۰ دسامبر ۲۰۱۰  | ۱۵-۰-۰                  | بررسی وضعیت ساحل عاج                                                                |
| ۱۹۶۳          | ۲۰ دسامبر ۲۰۱۰  | ۱۵-۰-۰                  | تهدید صلح و امنیت جهانی به دلیل فعالیت‌های تروریستان                                 |
| ۱۹۶۴          | ۲۲ دسامبر ۲۰۱۰  | ۱۵-۰-۰                  | بررسی وضعیت سومالی                                                                  |
| ۱۹۶۵          | ۲۲ دسامبر ۲۰۱۰  | ۱۵-۰-۰                  | بررسی وضعیت خاورمیانه                                                               |
| ۱۹۶۶          | ۲۲ دسامبر ۲۰۱۰  | ۱۴-۱-۰                  | دیوان جرایم بین‌المللی برای یوگسلاوی پیشین                                           |
| ۱۹۶۷          | ۱۹ ژانویه ۲۰۱۱  | ۱۵-۰-۰                  | بررسی وضعیت ساحل عاج                                                                |
| ۱۹۶۸          | ۱۶ فوریه ۲۰۱۱   | ۱۵-۰-۰                  | بررسی وضعیت ساحل عاج                                                                |
| ۱۹۶۹          | ۲۴ فوریه ۲۰۱۱   | ۱۵-۰-۰                  | بررسی وضعیت تیمور شرقی                                                              |
| ۱۹۷۰          | ۲۶ فوریه ۲۰۱۱   | ۱۵-۰-۰                  | صلح و امنیت در آفریقا                                                               |
| ۱۹۷۱          | ۰۳ مارس ۲۰۱۱    | ۱۵-۰-۰                  | عملیات سازمان ملل در لیبریا                                                         |
| ۱۹۷۲          | ۱۷ مارس ۲۰۱۱    | ۱۵-۰-۰                  | بررسی وضعیت سومالی                                                                  |
| ۱۹۷۳          | ۱۷ مارس ۲۰۱۱    | ۱۰-۵-۰                  | جنگ داخلی لیبی (۲۰۱۱)                                                               |
| ۱۹۷۴          | ۲۲ مارس ۲۰۱۱    | ۱۵-۰-۰                  | بررسی وضعیت افغانستان                                                               |
| ۱۹۷۵          | ۳۰ مارس ۲۰۱۱    | ۱۵-۰-۰                  | بررسی وضعیت ساحل عاج                                                                |
| ۱۹۷۶          | ۱۱ آوریل ۲۰۱۱   | ۱۵-۰-۰                  | بررسی وضعیت سومالی                                                                  |
| ۱۹۷۷          | ۲۰ آوریل ۲۰۱۱   | ۱۵-۰-۰                  | عدم گسترش سلاح‌های کشتار جمعی                                                        |
| ۱۹۷۸          | ۲۷ آوریل ۲۰۱۱   | ۱۵-۰-۰                  | بررسی وضعیت سودان                                                                   |
| ۱۹۷۹          | ۲۷ آوریل ۲۰۱۱   | ۱۵-۰-۰                  | بررسی وضعیت مربوط به صحرای غربی                                                     |
| ۱۹۸۰          | ۲۸ آوریل ۲۰۱۱   | ۱۵-۰-۰                  | بررسی وضعیت ساحل عاج                                                                |
| ۱۹۸۱          | ۱۳ مه ۲۰۱۱      | ۱۵-۰-۰                  | بررسی وضعیت ساحل عاج                                                                |
| ۱۹۸۲          | ۱۷ مه ۲۰۱۱      | ۱۵-۰-۰                  | بررسی وضعیت سودان                                                                   |
| ۱۹۸۳          | ۰۷ ژوئن ۲۰۱۱    | ۱۵-۰-۰                  | مسئولیت شورای امنیت در حفظ صلح و امنیت بین‌الملل: ایدز و عملیات پاسداری از صلح جهانی |
| ۱۹۸۴          | ۰۹ ژوئن ۲۰۱۱    | ۱۴-۱-۰                  | عدم گسترش جنگ‌افزار هسته‌ای ایران                                                     |
| ۱۹۸۵          | ۱۰ ژوئن ۲۰۱۱    | ۱۵-۰-۰                  | عدم گسترش جنگ‌افزار هسته‌ای جمهوری دمکراتیک خلق کره                                   |
| ۱۹۸۶          | ۱۳ ژوئن ۲۰۱۱    | ۱۵-۰-۰                  | بررسی وضعیت قبرس                                                                    |
| ۱۹۸۷          | ۱۷ ژوئن ۲۰۱۱    | - -                     | توصیه درباره انتصاب دبیر کل سازمان ملل                                              |
| ۱۹۸۸          | ۱۷ ژوئن ۲۰۱۱    | ۱۵-۰-۰                  | تهدید صلح و امنیت جهانی به دلیل فعالیت‌های تروریستان                                 |
| ۱۹۸۹          | ۱۷ ژوئن ۲۰۱۱    | ۱۵-۰-۰                  | تهدید صلح و امنیت جهانی به دلیل فعالیت‌های تروریستان                                 |
| ۱۹۹۰          | ۲۷ ژوئن ۲۰۱۱    | ۱۵-۰-۰                  | بررسی وضعیت سودان                                                                   |
| ۱۹۹۱          | ۲۸ ژوئن ۲۰۱۱    | ۱۵-۰-۰                  | بررسی وضعیت مربوط به جمهوری دمکراتیک کنگو                                           |
| ۱۹۹۲          | ۲۹ ژوئن ۲۰۱۱    | ۱۵-۰-۰                  | بررسی وضعیت ساحل عاج                                                                |
| ۱۹۹۳          | ۲۹ ژوئن ۲۰۱۱    | ۱۵-۰-۰                  | دیوان جرایم بین‌المللی برای یوگسلاوی پیشین                                           |
| ۱۹۹۴          | ۳۰ ژوئن ۲۰۱۱    | ۱۵-۰-۰                  | بررسی وضعیت خاورمیانه                                                               |
| ۱۹۹۵          | ۰۶ جولای ۲۰۱۱   | ۱۵-۰-۰                  | دیوان جرایم بین‌المللی برای رواندا                                                   |
| ۱۹۹۶          | ۰۸ جولای ۲۰۱۱   | ۱۵-۰-۰                  | بررسی وضعیت سودان جنوبی                                                             |
| ۱۹۹۷          | ۱۱ جولای ۲۰۱۱   | ۱۵-۰-۰                  | بررسی وضعیت سودان                                                                   |
| ۱۹۹۸          | ۱۲ جولای ۲۰۱۱   | ۱۵-۰-۰                  | کودکان و درگیری مسلحانه                                                             |
| ۱۹۹۹          | ۱۳ جولای ۲۰۱۱   | - -                     | پذیرش اعضای تازه در سازمان ملل:سودان جنوبی                                          |
| ۲۰۰۰          | ۲۷ جولای ۲۰۱۱   | ۱۵-۰-۰                  | بررسی وضعیت ساحل عاج                                                                |